# Krosolus centroafricana
Krosolus centroafricana är en insektsart som beskrevs av Jacobi 1912. Krosolus centroafricana ingår i släktet Krosolus och familjen dvärgstritar. Inga underarter finns listade i Catalogue of Life.